# Лішкі (Іран)
Лішкі (перс. ليشكي) — село в Ірані, у дегестані Чубар, у бахші Хавік, шагрестані Талеш остану Ґілян. За даними перепису 2006 року, його населення становило 20 осіб, що проживали у складі 5 сімей.